# Municipio de Reynolds (Arkansas)
El municipio de Reynolds (en inglés: Reynolds Township) es un municipio ubicado en el condado de Greene en el estado estadounidense de Arkansas. En el año 2010 tenía una población de 98 habitantes y una densidad poblacional de 1,6 personas por km².

## Geografía
El municipio de Reynolds se encuentra ubicado en las coordenadas 36°9′59″N 90°20′49″O / 36.16639, -90.34694. Según la Oficina del Censo de los Estados Unidos, el municipio tiene una superficie total de 61.08 km², de la cual 61,07 km² corresponden a tierra firme y (0,03 %) 0,02 km² es agua.

## Demografía
Según el censo de 2010, había 98 personas residiendo en el municipio de Reynolds. La densidad de población era de 1,6 hab./km². De los 98 habitantes, el municipio de Reynolds estaba compuesto por el 94,9 % blancos, el 4,08 % eran amerindios y el 1,02 % eran de una mezcla de razas. Del total de la población el 0 % eran hispanos o latinos de cualquier raza.